# 直江兼続
直江 兼続（なおえ かねつぐ）は、戦国時代から江戸時代前期にかけての武将。米沢藩（主君 上杉景勝）の家老。兜は「錆地塗六十二間筋兜」 立物は「愛字に端雲の立物」。

## 生涯

### 生誕から謙信時代
以下のように諸説あるが、これらを立証する信憑性のある史料は確認されていない。
越後上田庄（うえだのしょう）で生まれた。通説では、永禄3年（1560年）に樋口兼豊（木曾義仲の重臣・今井兼平の兄弟である樋口兼光の子孫と言われている）の長男として、坂戸城下（現在の新潟県南魚沼市）に生まれたとする説と、現在の南魚沼郡湯沢町に樋口姓が多いことから湯沢で生まれたとする説がある。父・兼豊の身分についても見解が分かれている。米沢藩の記録書『古代士籍』『上田士籍』では長尾政景家老、上田執事との記載がある一方、『藩翰譜』によれば兼豊は薪炭吏だったといわれている。母は上杉家重臣・直江景綱の妹とする説と、信州の豪族・泉重歳の娘とする説と、またそのどちらでもないとする説がある。
なお後述される、後に兼続の位牌が納められた東源寺は、尾崎氏（泉氏）が開基した菩提寺である。
永禄7年（1564年）に上田長尾家当主の政景が死去すると、上杉輝虎（謙信）の養子となった政景の子・顕景（後の上杉景勝）に従って春日山城に入り、景勝の小姓・近習として近侍したとも、仙桃院（謙信の実姉で景勝の母）の要望を受け幼い頃から近侍していたとも言われる。

### 直江家相続
天正6年（1578年）謙信急死後に起こった上杉家の後継者争い「御館の乱」が収束し、戦後処理が行われる天正8年（1580年）から、景勝への取次役など側近としての活動が資料で確認され、同年8月15日（9月23日）には景勝印判状の奏者を務めている。
天正9年（1581年）に、景勝の側近である直江信綱と山崎秀仙が、毛利秀広に殺害される事件が起きる。兼続は景勝の命により、直江景綱の娘で信綱の妻であった船の婿養子（船にとっては再婚）となり、跡取りのない直江家を継いで越後与板城主となる。以後、上杉家は兼続と狩野秀治の2人の執政体制に入る。
上杉景勝は御館の乱に際して甲斐武田氏と同盟関係を結んでいた（甲越同盟）。天正10年（1582年）には織田信長による武田領への侵攻で甲斐武田氏は滅亡し、武田遺領には織田家臣が配置されたが、6月2日の本能寺の変で信長が横死すると武田遺領は無主状態となり遺領を巡る天正壬午の乱が起こる。景勝は武田方に帰属していた北信国衆や武田遺臣を庇護し北信の武田遺領を接収し、兼続は信濃衆との取次を務め帰参の窓口を務めている。

### 豊臣政権時代
天正11年（1583年）には山城守を称する。天正12年（1584年）末から狩野秀治が病に倒れると、兼続は内政・外交の取次のほとんどを担うようになる。秀治の死後は単独執政を行ない、これは兼続死去まで続くことになった。当時の上杉家臣たちは景勝を「殿様」「上様」、兼続を「旦那」と敬称し、二頭政治に近いものであった。天正14年6月22日（1586年8月7日）、主君・景勝は従四位下・左近衛権少将に昇叙転任するが、兼続も従五位下に叙せられる。
新発田重家の乱では重要な戦略地・新潟を巡り激しい攻防が続いていたが、天正11年（1583年）、当時新潟は湿地帯だったために豪雨により上杉勢が敗北する。兼続はこの対策として、川筋が定まらず本流と支流が網の目のように流れていた当時の信濃川に支流の中ノ口川を開削する（味方村誌）など、現在の新潟平野の基礎を造り、着々と新発田勢を追い詰め、天正13年11月20日（1586年1月9日）、新潟城と沼垂城から新発田勢を駆逐した。これにより新潟湊の経済利権を失った新発田重家は急速に弱体化した。天正15年10月23日、兼続は藤田信吉らと共に新発田城の支城の五十公野城を陥落させ、10月28日には新発田城も落城し、乱は収束した。
天正16年8月17日（1588年10月7日）には景勝に従って上京し須田満親・色部真長らと共に豊臣秀吉から豊臣の氏を授けられ、豊臣兼続として改めて山城守の口宣案を賜る。このことから、桐野作人は「兼続は叙爵して豊臣姓を名乗っており陪臣ではない」としているが、宮本義己は下村效や矢部健太郎の研究を踏まえた上で、「兼続が諸大夫を従えられる清華の身分になった景勝に準じる扱いを受けただけで、秀吉の直臣になったわけではないし、「豊臣」の本姓も儀礼上の擬制的なもので、兼続がこれを名乗れたわけではなく、むろん名乗った事実も見当たらない」と反論している。
天正17年（1589年）の佐渡征伐に景勝と共に従軍。その功により、平定後に佐渡の支配を命じられた。天正18年（1590年）の小田原征伐でも景勝に従い、松山城を守備していた城代の山田直安以下金子家基・難波田憲次・若林氏らを降し、先兵として八王子城を攻略するなど関東諸城を攻略。文禄元年（1592年）からの文禄・慶長の役においては景勝と共に参陣して熊川倭城を築城。上杉領となった庄内地方においても大宝寺城の改修や、一揆の制圧などを取り仕切った。
文禄4年（1595年）1月、景勝が秀吉より越後・佐渡の金・銀山支配を任せられると、兼続は立石喜兵衛、志駄義秀を金山奉行に命じた。
慶長3年（1598年）、秀吉の命令で景勝が越後から会津120万石に加増移封された際、兼続には出羽米沢に6万石（寄騎を含めると30万石）の所領が与えられている。兼続は国替えの際、前半歳の租税を徴したので、後任の堀家は返還を求めたが、これに応じなかった（『千金良文書』）。またこの国替えで、上杉領は最上領によって会津・置賜地方と庄内地方に分断された。兼続は、この分断された領国の連絡路として、朝日軍道と呼ばれる連絡路を整備した。朝日連峰の尾根筋を縦走する険しい山道で、関ヶ原の合戦後はほぼ廃道となった。

### 関ヶ原の戦い
（詳細は「慶長出羽合戦」の記事に詳しい。以下、戦いの要点のみ記す）
慶長3年8月18日（1598年9月18日）に秀吉が死去すると、徳川家康が台頭するようになる。景勝・兼続主従は、前領主・蒲生家の居城若松城に代わり、新しい（神指城）の築城を始めており、これは戦のためではなく会津の町を新たに作り直す狙いがあったとされる。しかし、一方で兼続は本来国替えの引継ぎで半分残していかなければならない年貢を、景勝に無断で全て会津へ持ち出しており、年貢を持ち逃げされてしまった堀秀治が返還を求めても無視した結果、怒った秀治が上杉家謀反を家康に訴えると、家康は上杉家を詰問する。このとき家康を激怒させ、会津遠征を決意させるきっかけとなった返書直江状の文面は偽書、もしくは、偽文書ではないが、後世に大幅に改竄された可能性が宮本義己により指摘されているものの、家康の上杉征伐を諌止した豊臣奉行衆の書状には「今度、直江所行、相届かざる儀、ご立腹ご尤もに存じ候」「田舎者に御座候間、不調法故」などとあることから、家康を激怒させた兼続の書状が存在したことは事実のようである。
奉行衆の諌止もあってか直江状のあとも上洛が計画されたが、讒言の真偽の究明が拒否されたため、景勝は上洛拒否を決断。関ヶ原の戦いの遠因となる会津征伐を引き起こした。兼続は越後で一揆を画策するなど家康率いる東軍を迎撃する戦略を練っていたが、石田三成挙兵のため、家康率いる東軍の主力は上杉攻めを中止。その後、一揆勢と交戦していた秀治の率いた軍が撤退し、東軍に所属する前田利長を攻撃する構えを見せ、三成から「堀秀治が西軍側についた」という知らせを受けた事で、兼続は一揆勢力に攻撃の中止を命令して東軍の最上義光の領地である山形に総大将として3万人を率いて侵攻した。しかし、これは秀治の策略で、利長に攻撃を仕掛けるよう見せかけていた秀治は、東軍への参戦を明白にしてすぐさま越後の一揆勢への攻撃を再開。事態に気付いた兼続は、再び一揆勢を扇動しようとするも間に合わず、秀治率いる部隊によって、一揆勢は壊滅する事になってしまった。
最上義光と上杉家は、庄内地方を巡って激しく争った経緯もあり、関係は悪かった。さらに、上杉家から見ると自領は最上領により分断されており、最上家から見ると自領が上杉領に囲まれていた。当初、東北の東軍諸勢力は最上領に集結し、上杉領に圧力を加えていたが、家康が引き返すと諸大名も自領に兵を引き、最上領の東軍兵力は激減した。義光は危機感を覚え、上杉家へ和議の使者を送りながらも、東軍諸侯に呼びかけ、先制攻撃を図ろうとしていた。義光の動きを察知した兼続は、機先を制した。義光は戦力集中のため一部の支城の放棄を命じたが、畑谷城を守る江口五兵衛などはこの命令を拒否して籠城、上杉軍は激しい抵抗を排除して攻略した。その後、同じく志村光安が守る長谷堂城と、里見民部が守る上山城を攻める。500名が守備する上山城攻めには4000名の別働隊があたり、守備側は野戦に出た。
上杉軍は約8倍の兵力を持ちながら守備側に挟撃され、大混乱の末に多くの武将を失うなど、守備側の激しい抵抗に遭って攻略できず、別働隊は最後まで兼続の本隊に合流できなかった。長谷堂城攻めでは兼続率いる上杉軍本隊が1万8000名という兵力を擁して力攻めを行ったが、志村光安、鮭延秀綱ら1千名の守備兵が頑強に抵抗し、上泉泰綱を討ち取られるなど多数の被害を出した。大軍による力攻めという短期攻略戦法を用いながら戦闘は長引き、9月29日に関ヶ原敗報がもたらされるまで、上杉軍は約2週間長谷堂城で足止めを受け、ついに攻略できなかった（長谷堂城の戦い）。なお、兼続は伊達・最上を従えて関東入りする計画であったことが書状から分かっており、最上攻めは力攻めではなく大軍により最上を屈服させるのが目的であり、撤退も関ヶ原の敗報を受けたのではなく、上方の情勢を入手して反撃が激しくなった伊達・最上の動きに疑念を持った兼続が独自の判断で決断したとの説もある。
その頃、美濃国では関ヶ原本戦が行われていた。本戦で西軍が敗れたことが奥州に伝わると、上杉軍は長谷堂城攻略を中止して撤退を開始した。勢いに乗った最上軍と義光救援のために伊達政宗が援軍として派遣した留守政景軍が追撃してきて激戦になるが、水原親憲、前田利益ら上杉勢の諸将の奮戦もあって米沢への撤退に成功した。この撤退戦の見事さは語り草となり、兼続は敵である義光や家康にも称賛され、旧日本陸軍参謀本部の『日本戦史』でも取り上げられている。 
しかし結果として、上杉軍の最上侵攻は山形の攻略に失敗し、反撃に出た最上軍に庄内地方を奪回され、また伊達軍の福島侵攻を誘発した。景勝・兼続主従は背後を脅かす最上・伊達を屈服させ、関東へ侵攻する構想を抱いていたが、関ヶ原本戦の決着が一日でついてしまったこともあり、実現できないまま降伏へ方針を転換することとなる。

### 江戸時代
慶長6年（1601年）7月、景勝とともに上洛して家康に謝罪する。家康から罪を赦された景勝は出羽米沢30万石へ減移封となり、上杉家の存続を許された。その後は徳川家に忠誠を誓い、慶長13年1月4日（1608年2月19日）重光に改名する。
兼続（＝重光）は新たな土地の開墾を進めるために治水事業に力を入れた。米沢城下を流れる最上川上流には3キロメートルにわたって巨石が積まれ、川の氾濫を治めるために設けられたこの谷地川原堤防は「直江石堤（なおえせきてい）」と呼ばれている。松川の架橋工事の際に、土中から多数の巨石が出てきたことが判明している。また新田開発に努め、表高30万石に対して内高51万石と言われるまでに開発を進めた。また、町を整備し、殖産興業・鉱山の開発を推進するなど米沢藩の藩政の基礎を築いた。
さらには産業を育成し、商業の発展に努めた。その元となったのが青苧（あおそ）と呼ばれる衣料用繊維で本座といい、上杉旧領の魚沼郡に自生していたカラムシという植物から取れる青苧は、木綿が普及していなかった当時、衣服の材料として貴重なものであった。蒲生氏の支配時期においても青苧は特産品であったが。この青苧を増産させた。後、米沢藩は、織り上げた布を京で売り捌き、莫大な利益を上げた。兼続の死後、京都へ輸出することを献策したのは、西村久左衛門乗安であった。
上杉家と徳川家の融和を図るため、徳川家重臣本多正信の次男・政重を兼続の娘の婿養子にして交流を持ち、慶長14年（1609年）にはその正信の取り成しで3分の1にあたる10万石分の軍役が免除されるなど、上杉家に大きく貢献している。のちに政重との養子縁組が解消された後も本多家との交流は続いた。慶長19年（1614年）正月には松平忠輝の居城高田城築城の際、伊達政宗の指揮の下に、主君景勝とともに天下普請を行なった。同年の大坂の陣においても徳川方として参戦し、鴫野の戦いなどで武功を挙げた。
元和5年（1619年）5月から9月にかけて景勝が徳川秀忠に従って上洛した際、景勝は兼続に命じ、将士に法令を頒布した。そして12月19日（1620年1月23日）、江戸鱗屋敷（現：東京都千代田区霞が関2-1-1警視庁）で病死した。享年60。
景勝は兼続が病床に臥すと、大いにこれを憂え、医療の最善を尽くさせたという。また兼続の死去を知り幕府は賭典銀50枚を下賜した。

## 墓所
米沢の徳昌寺に埋葬された。その後、徳昌寺と林泉寺の間に争いが起こり、敗れた徳昌寺が廃絶したため東源寺に改葬される。後に藩庁の裁定により林泉寺に合祀された。
昭和13年（1938年）4月30日、米沢市長登坂又蔵の提案にて､市制50年記念として､兼続の英霊を米沢市丸の内鎮座の県社松岬神社に合祀した。以後、第二次世界大戦終了の1945年まで、毎年4月30日に直江祭が米沢市祭として執り行われた。

## 死後
兼続の死後、兼続の息子の早世や本多政重（後に加賀藩前田家家老5万石）との養子縁組の解消などが原因で、直江家は断絶した。「上杉家の減移封を招いた責任を感じていたため」「高禄の直江家の知行を返上することで少しでも上杉家の財政を助けるため」に意図的に兼続が直江家を断絶させたとする説がある。これらの説に確証は無いものの、養子縁組解消した本多政重の加賀藩帰参により、多数の上杉家・直江家家臣がそれに付き従って加賀藩に仕官することとなり、上杉家は結果的に大幅な人員削減ができたのは事実である。政重と景勝、兼続には以後も親密な交流が続いており、この円満に人員削減を図ったとの見方は有力視されている。
兼続死去から18年後の寛永14年（1637年）に妻・船が死去。兼続と船が行っていた藩政運営は、兼続の右腕として働いていた平林正興に引き継がれた。正興は兼続亡き後の寛永17年（1640年）に製作された往古御城下絵図に陪臣で唯一「殿」の尊称がついており、別格扱いを受けていたことが証明されている。正興によって兼続の祐筆を務めていた木次左近が郡代に就任している等、米沢藩内での直江派閥である与板組の権力は保持され続けた。
上述の通り、兼続と船は直江家菩提寺の徳昌寺に葬られたが、徳昌寺と上杉家菩提寺の林泉寺との間で争いが起こり、敗れた徳昌寺は越後に逃れたとされる。直江夫妻の墓石と位牌は尾崎家菩提寺の東源寺に移され、後に藩庁の裁定により林泉寺へと再び移された。位牌のみ東源寺に残され（一般非公開）、現在でも埋葬地について異説がある。分骨が高野山清浄心院に納められている。なお新潟県長岡市与板町に現存する徳昌寺には、米沢追放時に遺臣によって移されたとする直江夫妻の位牌が祀られている。
法名の達三全智居士は詩・文・武の三つに秀でたとの意味であり、上杉家の問い合わせによって妙心寺の海山元珠が由来を記したものが残っている。のちに院号が追加されて英貔院殿達三全智居士となる。
一方で、新潟県長岡市の徳昌寺に遺された位牌の法名は「直江院殿達三全智大居士」となっている。
大正13年（1924年）2月11日、宮内省より従四位を追贈された。なお、改名後の重光ではなく、兼続に対して追贈されている。

## 家族

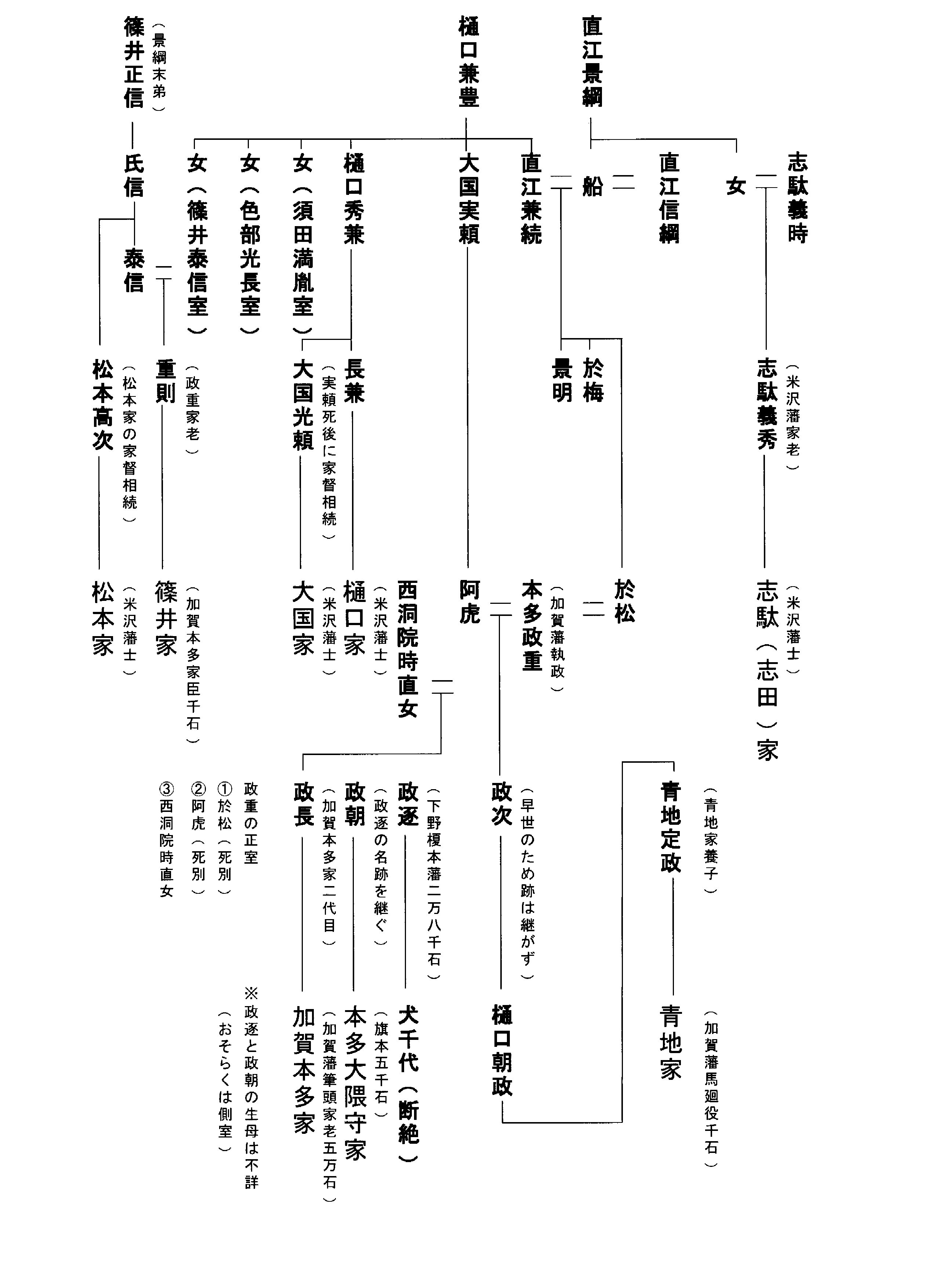
直江兼続関連系図

船（せん）
正室。記録によるかぎり兼続は側室を置いていない。
直江景明
長男。
清融阿闍梨
?
天正2年（1574年） - 寛永8年8月17日（1631年）
高野山龍光院36世住職。一乗院14世住職や宝亀院住職も兼務している。字は良住房。若くして高野山で出家したといわれる。
於松（おまつ）
天正13年（1585年） - 慶長10年8月17日（1605年9月29日）?
長女。慶長9年（1604年）直江家に養子入りした本多政重（直江勝吉）を婿に迎えるが、婚姻翌年に没した。勝吉には従妹の阿虎が兼続の養女となって再度嫁ぐことになった。法名は雪窓幻春大姉。
関ヶ原の戦い後の上杉氏に対する処分が定まらなかったため、「武田信吉と直江兼続の娘（於松）が婚姻して景勝の養嗣子となり、上杉氏を相続する代わりに100万石が安堵される」という噂が立ち、そのことを島津氏の家臣鎌田政近が国元への書状に書き残している（『旧記雑録後編』）。確かに上杉氏の処分が決まった段階で家康五男である信吉への論功行賞は未だ行われていなかったが、実際には婚姻は行われず、信吉も慶長7年（1602年）に上杉氏より遅れて処分された佐竹氏の旧領に封じられた。噂が事実無根なのか、構想はあったものの信吉の健康問題で実現しなかったのか、真相は不明である。
娘
生年不詳 - 慶長10年1月13日（1605年3月5日）?
次女?。色部長実に息子・光長の嫁にと請われているが、結果的に光長には叔母（兼続の実妹）が嫁いだ。姉の於松に先だって早世。本名は不明だが、木村徳衛は嫡男の景明の幼名が竹松なので、それから推測すると「梅」の可能性があると指摘している。法名は古山梅龍心大姉とされるが、今福匡は姉の法名よりもやや立派であるため、次女のものとは信じ難いとする。また、よりどころとされるこの法名は、『越後国供養帳』には「直江山城守為御内儀御乳人建之」とあり、お船のため乳人が建てた逆修であるとの説を主張。於松を亡くして傷心のお船の希望を容れ、乳人が建てたものであろうことを指摘。実の子に女子は於松しかおらず、代わりに『兼見卿記』から、文禄4年（1595年）に養女にした「御まん御料人」の存在を明らかにした。御料人という呼称や、吉田神社をともに訪問したおせん、長女より格別に気を遣われていることから、この訪問の直後に病死した四辻家の当主公遠の娘、すなわち後に主君・景勝の側室となって上杉定勝を産む四辻殿である可能性を指摘している。また御まん御料人が四辻氏の女であるかどうかはこれだけでは断定できないが、彼女が兼続とお船の実の娘ではなく、身分の高い家柄の娘であることは間違いないであろうとしている。また、古山梅龍心大姉の供養依頼日 慶長十年八月廿三日 と四辻氏の没年月日（慶長九年八月十七日）が近いことから、この法名が四辻氏のものである可能性も捨てきれないと今福は主張。「直江山城守為御内儀御乳人建之」の部分とは矛盾するが、逆修供養には、年長者が年若くして亡くなった者に対して行う場合もある。
阿虎（おとら）
生年不詳 - 寛永4年（1627年）6月10日
養女。実弟・大国実頼の娘。慶長14年（1609年）、兼続の養女となり本多政重に嫁ぐ。

## 使用家紋一覧
兼続が用いた家紋には諸説ある。「亀甲に花菱」、「三つ盛り亀甲に花菱」あるいは「三つ盛り亀甲に三つ葉」などが見られる。また旗印も「三つ山」や「雁金」など混乱が見られる。ちなみに、「三つ盛り亀甲に三つ葉」は、歴史研究家でグラフィクデザイナーの大野信長が名付けて発表したものである。一方で日本家紋研究会の高澤等は「三つ盛り亀甲に三つ葉」の使用を否定している。

亀甲に花菱
三つ盛り亀甲に花菱
三つ盛亀甲に三つ葉
三つ山
雁金

## 人物・逸話

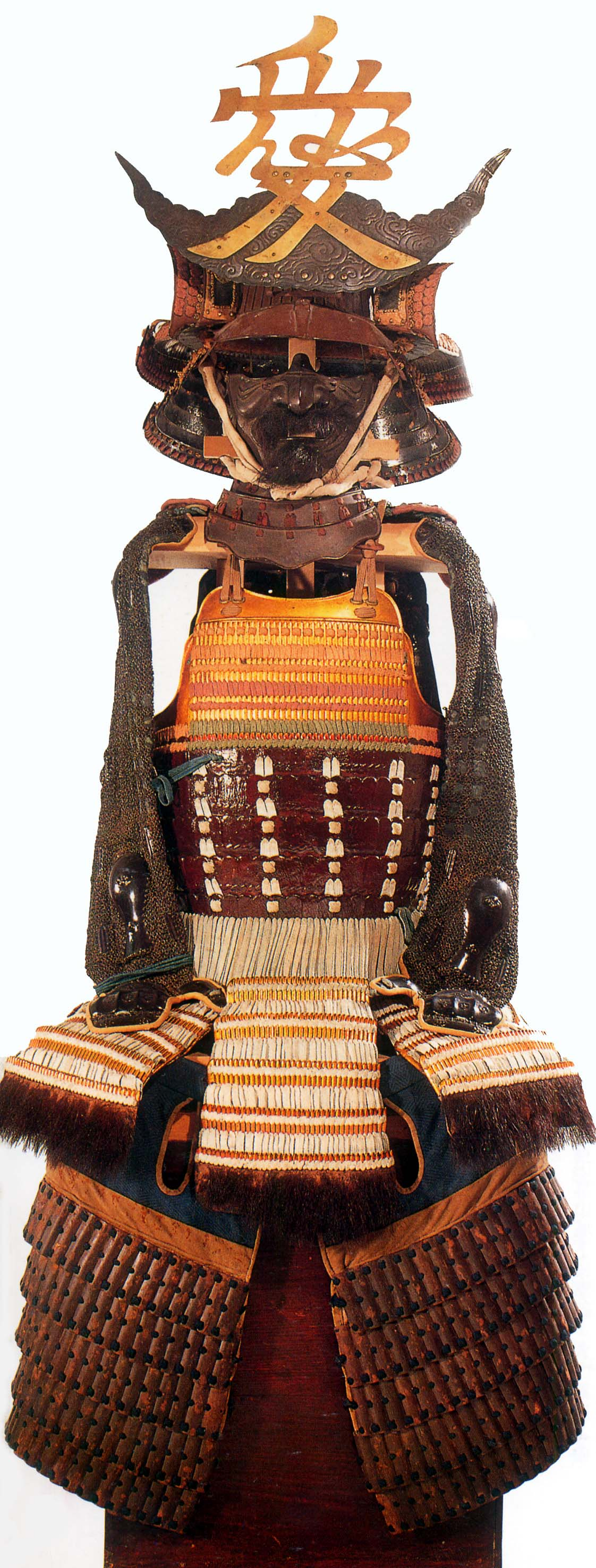
直江兼続所用「金小札浅葱糸威二枚胴具足」

- 江戸時代後期の講談や明治時代以降の講釈本などを中心に、兼続は謙信に才気と美貌を見出され、小姓・近習として近侍し、その寵愛深い衆道の相手かつ信頼の篤い近臣であったといわれている。しかし実際には、生前の謙信と兼続の関わりを示す信憑性のある史料は一切確認されておらず、青少年期の兼続が謙信に近侍していたか否かは不明である[注釈 3]。
- 天正8年（1580年）の樋口氏時代の書状は、当時の兼続が景勝の配下としてその意思を代行していたことを示すものであるとされて、若年期よりの兼続と景勝の関わりを実証し得るものとされている[注釈 4]。
- 米沢への転封の際に、上杉家は大変な財政難のため、老臣の中には家臣の減員を提案した者もいたが、兼続は断じてこれに反対し、「かくの如き際は人程大切なるものはいない、一同協力して復興を計るべきである」として新季奉公の牢人連の去る者は追わなかったが、旧来の家臣は一人も去る事を許さなかった『天雷子続』[37]。米沢はかつての領国の4分の1の石高の地で、上杉家を待っていたのは厳しい暮らしであった。しかし、兼続はここで家臣と家族3万人を養おうと、自らは質素な暮らしをしながら、国造りに取り組む。米沢市の郊外には、兼続の指示で土地を開いた武士の子孫が今も暮しており、その家の周りには栗や柿そして生垣にはウコギが植えられている。いずれも食べられる食用の木である。兼続は実用的な植物を植えさせることで、人々の暮らしの助けになるよう心を配っていた。この様に農業の振興に尽力した事から、後の元禄年間に著された「四季農戒書」（「地下人上下共身持之書」）の作者に仮託[21]されている[38]。
- 関ヶ原の合戦後、非常時に備え米沢の墓石を格子型にするよう命令した。これは兼続の発案と伝えられ、墓石の格子に棒を通し並べることで強固な石塀とするものである。今でも米沢の寺社の墓所にはたくさん格子型の墓石が並んでいる。また兼続の墓石も同様である。
- 伏見城にて、伊達政宗が同席していた諸大名に金銭を回覧させ、末座の兼続にも、これ見られよと言った時に、それを素手ではなく扇子で受け撥ねるようにして表裏を見た。政宗は陪臣である兼続に「遠慮をすることはない」と直接手に触れて見るように勧めたところ、兼続は「賎しき物を取れば汚れるので扇に載せています」と（『常山紀談』）、政宗の下へ投げ返した[39]。
- 徳川政権下の頃、あるとき直江兼続は江戸城の廊下で伊達政宗とすれ違うも、会釈すらせず素知らぬ顔で素通りした。政宗がこれを咎めると、直江兼続は「政宗公とは戦場では幾度もお目にかかっておりましたが、いつも（負けて逃げる）後ろ姿しか拝見したことが無かったため、一向に気がつきませんでした」と返答をした。
- 『最上義光記』『家忠日記』によると、長谷堂城の戦いの撤退戦での兼続の采配振りを敵将の最上義光が感心している[40]。
- 南化玄興、西笑承兌などと親交があり、文化人・蔵書家として有名であった。兼続は若い頃から漢文学に親しみ、自ら漢詩も詠んだほか、連歌もよくし、当代一流の文化人の連歌会に名を連ねている。江戸中期の儒学者新井白石は、「その詩才は疑うべくもない」と賞賛している。また古今東西の歴史書や医学書、仏教典籍を書写・蒐集している。兼続蔵書である宋版『史記』『漢書』『前漢書』は、南化和尚から贈られた物であり、いずれも国宝に指定されている。また木活字による『文選』（直江版）の出版や、米沢藩の学問所である禅林文庫（後の興譲館、現在の山形県立米沢興譲館高等学校）を創立している。
- 兼続は朝鮮の役の際、肥前名護屋城に滞陣中のわずか2か月間に300巻の医学書を書写させている。また渡海後は士卒に略奪を戒めるとともに、兵火にさらされた漢籍を救い出し、日本に持ち帰っている。また江戸初期の儒学者藤原惺窩は姜沆に与えた書中で「近世、文を戦陣の間に好む者は、上杉謙信、小早川隆景、高坂昌信、直江兼続、赤松広通のみ」と評している[41]。
- 「愛」という字を前立にあしらった兜が兼続の所用として米沢市の上杉神社稽照殿に伝わっている。これは、謙信が愛宕神社に武田信玄および北条氏康の打倒を戦勝祈願した文書が歴代古案に集録されており、一般に愛宕の愛からとする説が有力である。この前立（愛の字瑞雲前立）の三日月状の台座は銀板で瑞雲を象ったもので、当時は白銀色に輝いていた。白雲に乗って顕現する神仏の表現である。この瑞雲に乗った神仏の肖像や文字をあしらった形式の前立は、伝上杉憲政甲冑（宮坂考古館所蔵）、上杉謙信・景勝甲冑（上杉神社、宮坂考古館所蔵）などの上杉家当主の兜前立によく見られるもので、兜のつくりも上杉家独自とされる二重錣であった。この兜と前立は兼続自身が作製させたものではなく、謙信もしくは景勝が拵えたものを兼続に下賜したものと考察されている[42]。また、この兜鉢には「上州八幡」の銘があり、関越の諸武将に愛用された上州甲冑師の一人によるものである。この銘は確認される限りで、兼続所用兜愛の字瑞雲前立鉄錆地六十二間筋兜）、村上市郷土資料館所蔵の本庄繁長所用兜（鉄錆地六十二間小星兜）、ドイツ、ベルリン・サムライアート博物館所蔵の小星兜の三点のみである[43]。
- 『常山紀談』、『北越軍記』によると、あるとき兼続の家臣（三宝寺庄蔵）が下人（五助）を無礼討ちした。すると、その遺族たちが兼続に「あれの粗相は何も無礼討ちにされるほどのものではなかった」と訴え出た。兼続が調べてみると遺族の訴えの通りだったので、兼続は遺族に白銀20枚を支払うように命じた。しかし遺族たちは下人を返せと言って譲らない。兼続は様々に言ったが、聞きいれようとしなかったので、すると兼続は「地獄に行って迎えに行け」と言って遺族3人の首をはね、その首を河原に晒してその横に高札を立て、そこに「この者どもを使いに出すから死人を返せ 慶長二年二月七日 直江山城守兼続」と閻魔大王への嘆願書を書いたという[44]。この逸話は、会津への国替えに抵抗する勢力を兼続が処断し、それ以来、国中の騒動が治まった史実を投影している可能性があるとされている[45]。
- 『常山紀談』によると「大男にて、百人にもすぐれたるもったいにて、学問詩歌の達者、才知武道兼ねたる兵なり。恐らく天下の御仕置にかかり候とも、あだむまじき仁体なり」とあり、それに続いて「長高く容儀骨柄並びなく、弁舌明に殊更大胆なる人なり」と兼続を高く評価している。それを受けた『名将言行録』では、「背が高く、容姿は美しく、言葉は晴朗」であったとされている[46]。
- 御館の乱の頃の兼続は、史料においても正確な行動が明らかではなく、春日山城に近侍していた顔ぶれの中にも、兼続は入っていない。ましてや景勝の家督継承を主導したとは、全くの妄説である[46]。
- 兼続の死後、主君を誤らせ徳川家康に刃向かう、上杉家を窮地に陥れた奸臣とされていたが、米沢藩第9代藩主の上杉鷹山が兼続を手本に藩政改革を行なったことから次第に再評価が高まった。

## 関連作品
小説
- 山田風太郎 『叛旗兵』 1984年、角川文庫より発行。1996年に廣済堂文庫より再版（ISBN 4331605450）。2009年に徳間文庫より「叛旗兵 妖説 直江兼続（上下巻）」として再々版。
- 藤沢周平 『密謀』 新潮社 1985年発行。（上）ISBN 4101247129 （下）ISBN 4101247137
- 童門冬二 『北の王国』 学陽書房 1991年発行。のち（人物文庫）改題『直江兼続—北の王国』2007年発行。（上）ISBN 9784313752290 （下）ISBN 9784313752306
- 南原幹雄 『謀将 直江兼続』角川書店 1993年12月発行。（上）ISBN 4048727796（下）ISBN 404872780X
- 童門冬二 『直江兼続—北の王国』 集英社 1999年発行。ISBN 4087470873
- 羽生道英 『直江兼続』（幻冬舎文庫）幻冬舎 2001年3月発行。ISBN 4344400879
- 江宮隆之 『直江兼続』（学研文庫）学習研究社 2004年発行。ISBN 4059011665
- 火坂雅志 『天地人』 日本放送出版協会 2006年発行。（上）ISBN 4140055030 （下）ISBN 4140055049
- 黄金寅森 『直江兼続-上杉謙信から鷹山へ時代の懸橋となった男』文芸社 2008年9月発行。（上）ISBN 4286051625 （下）ISBN 4286051633
- 近衛龍春 『直江兼続と妻お船』（PHP文庫）PHP研究所 2008年発行。ISBN 4569671357
- 鈴木由紀子 『花に背いて-直江兼続とその妻』（幻冬舎文庫）幻冬舎 2008年発行。ISBN 4344412303
- 近衛龍春 『直江山城守兼続』（講談社文庫）講談社 2009年3月発行。（上）ISBN 9784062762458 （下）ISBN 9784062763424
- 五味康祐 『兵法流浪』 短編集『無刀取り』収録（河出文庫）河出書房新社
- すぎたとおる 『愛の武将-直江兼続』 雷鳥社

TVドラマ
直江兼続が主人公のTVドラマ
- 『天地人』（主人公、2009年、NHK大河ドラマ） - 演：加藤清史郎（幼少期）[47]→妻夫木聡

直江兼続が登場するTVドラマ
- 『関ヶ原』（1981年、TBS） - 演：細川俊之
- 『真田丸』（2016年、NHK大河ドラマ） - 演：村上新悟
- 『どうする家康』（2023年、NHK大河ドラマ） - 演：TAKAHIRO

TVその他
- 『戦国鍋TV 〜なんとなく歴史が学べる映像〜』（2010年 ※「兼続くん」という番組キャラクターがいる）

楽曲
- 『直江兼続』（2007年12月21日 キングレコード - 天光軒満月）
- 『直江兼続の妻おせん』（キングレコード - 天光軒満月）
- 『愛の武将、直江兼続』（2009年6月19日 雷鳥社 - 声：福山潤）ISBN 4844135201
- さくらゆき『雷霆の龍』（直江兼続イメージ曲／作詞・作曲：小栗さくら）
- さくらゆき『龍よ、その道を征け』（上杉主従／上杉景勝・直江兼続イメージ曲／作詞：小栗さくら、作曲：森伸弘）

漫画
- 『花の慶次』
- 『義風堂々 直江兼続 -前田慶次月語り-』
- 『殿といっしょ』
- 『室町学院高校生徒指導室!!』

ゲーム
- 『戦国BASARAシリーズ』（カプコン - 声：伊丸岡篤）
- 『戦国無双』（コーエー - 声：高塚正也）
- 『戦国大戦』（セガ - 声：野宮一範(R樋口兼続、SS直江兼続(1.1))、小野大輔(SS直江兼続(1.2))、福山潤(SR直江兼続)）